# Cobaltkoritnigita
La cobaltkoritnigita és un mineral que pertany al grup de la koritnigita, de la classe dels arsenats. Va ser anomenada així per K. Schmetzer, W. Horn, and O. Medenbach l'any 1981, com a anàleg de cobalt de la koritnigita.

## Característiques
La cobaltkoritnigita és un arsenat de cobalt i zinc de fórmula Co(AsO₃OH)(H₂O). Cristal·litza en el sistema triclínic formant petits cristalls d'1 mm o menys, normalment radials aciculars. És isostructural amb la koritnigita, de la qual és l'anàleg amb cobalt. Es pot confondre fàcilment amb l'eritrita. La seva duresa a l'escala de Mohs oscil·la entre 2 i 3. Pertany al grup koritnigita de minerals, juntament amb la koritnigita i la magnesiokoritnigita.
Segons la classificació de Nickel-Strunz, la cobaltkoritnigita pertany a «08.CB - Fosfats sense anions addicionals, amb H₂O, només amb cations de mida mitjana, RO₄:H₂O = 1:1» juntament amb els següents minerals: serrabrancaïta, hureaulita, sainfeldita, vil·lyael·lenita, nyholmita, miguelromeroïta, fluckita, krautita, koritnigita, yvonita, geminita, schubnelita, radovanita, kazakhstanita, kolovratita, irhtemita i burgessita.

## Formació i jaciments
Es troba com a mineral secundari en zones d'oxidació del cobalt. Sol trobar-se associada a altres minerals com: esferocobaltita, quars, pitticita, glaucodot, eritrita o cobaltita. Se n'ha trobat a la República Txeca, a Alemanya, al Japó, al Marroc, a Suïssa i a Catalunya, concretament a la mina de Les Ferreres, Rocabruna (Camprodon), sent la primera referència a la península Ibèrica.